# Santuario della Madonna di Avigliano
Il santuario della Madonna di Avigliano è un edificio religioso ubicato a Campagna, in località Avigliano, lungo la strada provinciale 31/b  Campagna-S.Maria di Avigliano.

## Storia
L'origine dell'edificio non è conosciuta. Secondo una leggenda locale, alcuni mercanti di Campagna, in visita ad Avigliano nel 1240 videro la statua della Madonna delle grazie ivi custodita e le resero venerazione. Tornati alle loro case, di buon mattino vennero a sapere che, nell'attuale luogo ove sorge la chiesa, su un albero di sambuco era stata rinvenuta miracolosamente quella statua. Avvertiti gli aviglianesi, venne restituita. Dopo poco tempo tale statua fu nuovamente trovata sul medesimo albero e, a quel punto, i campagnesi decisero di non restituirla più, edificandogli, nello stesso anno, una cappella. Nel 1377, per volere della contessa  Isabella del Balzo d'Apia venne costruito l'attuale complesso conventuale annettendo la chiesa preesistente. Concesso ai frati francescani conventuali, intorno al 1440 passò agli osservanti a cui fecero seguito i lavori di ampliamento dell'edificio: alcune opere riportano la data 1574, e gli affreschi, il 1575.

## La struttura
Il complesso religioso è composto dalla chiesa, dal convento e dal parco.
- La chiesa è dotata di due ingressi, l'interno è composto da due navate separate da un colonnato e vi sono alcuni monumenti funebri, tele e statue di epoche varie.
- Il convento attuale è stato realizzato intorno al 1500. Vi si accede da un portone con arco in pietra ed è realizzato su due livelli con al centro un chiostro quadrangolare con colonnato in pietra locale bianca, archi su cui sono scolpiti 16 stemmi di famiglie nobili[2][3] e pareti affrescate da Giovanni Luce. Il piano terra ospita la cucina, il refettorio ed altri locali adibiti a deposito. Il secondo piano comprende celle nonché l'appartamento del vescovo.
- Il parco ha un'estensione di circa 4 ettari ed ha una vegetazione ad alto fusto mista.